# Basen (Berg)
Der Basen (norwegisch für Anführer) ist ein 365 m hoher Berg im ostantarktischen Königin-Maud-Land. Er ist das nördlichste Massiv der Kraulberge und seit 1989 Standort der schwedischen Wasa-Station.
Norwegische Kartografen kartierten und benannten ihn.